# Vegas Pro
Vegas Pro — професійний відеоредактор для нелінійного монтажу (NLE), що спочатку виходив під ліцензією компанії Sonic Foundry, пізніше Sony, а на сьогодні права належать Magix.
Від початку програма була розроблена як аудіоредактор, але згодом, з версії 2.0, перетворилася на відео-аудіоредактор для нелінійного монтажу. Особливостями програми Vegas є: підтримка багатодоріжкового відео і аудіо редагування в режимі реального часу, необмежена кількість доріжок, можливість використання різних за роздільною здатністю відеопослідовностей (секвенцій), інструменти для складних ефектів і композитинга, підтримка 24-біт / 192 кГц звуку і технологій VST та DirectX для плаґінів, а також мікшування звуку в режимі Dolby Digital Surround. До 10-ї версії Vegas Pro працював під управлінням Windows 7, Windows 8 і Windows 10. З 11-ї версії припинена підтримка Windows XP, а починаючи з 12-ї версії програма виходить лише для 64-бітних ОС. З 13-ї версії припинено підтримку Windows Vista. 24 травня 2016 року компанія Sony оголосила про продаж Вегас (і великої частини своєї лінії «Creative Software») холдинговій компанії MAGIX, яка буде продовжувати надавати підтримку і розробку даного програмного забезпечення.

## Опис
Vegas не вимагає ніяких спеціалізованих апаратних засобів для належної роботи, що дозволяє йому працювати практично на будь-якому стандартному комп'ютері під управлінням Windows в широкому діапазоні апаратних засобів.
У галузях композитингу й анімаційної графіки Vegas надає широкий набір інструментів, зокрема 3D-рух доріжки композитингу, з контролем над Z-буферизацією і просторовим розташуванням візуальних площин, включаючи площину перетину.
Велика частина обробки візуальних ефектів у Vegas відтворюють аудіопарадигму. Ефекти можна застосовувати на будь-якому етапі візуального потоку сигналу — рівень події, рівень доріжки і ефекти вихідного рівня, так само, як аудіоефекти реверберації, ділей і фленжер застосовуються в цифрових аудіосистемах, на кшталт, Pro Tools, Cubase або Sonar. Крім того, майстер виведення ефектів також може управляти і маніпулювати через Master Bus пакетної автоматизації доріжки.
Починаючи з версії 8.0, Vegas читає відеокодек MJPEG контейнера AVI (як правило, залежить від «відео» настройки цифрових фотокамер). (Установка MJPEG кодека з попередніх версій цього програмного забезпечення іноді усувало проблему.) Підтримка сторонніх кодеків також присутня, але через їхнє використання може бути важко зрозуміти, який саме кодек використовується для відтворення AVI. Деякі з кодеків Вегаса є «рідними» або вбудованими.
Одним з основних упущень Vegas було те, що, хоча він і почав своє життя як аудіомультиканальний NLE, проте не мав взагалі ніякої можливості стандарту MIDI. (Крім панелі управління і синхронізації.) Це обмежувало його використання для роботи з аудіо, зосередивши продукт на постпродукційній роботі з відео, виключно для ринку відеоредакторів нелінійного монтажу.
Особливістю Vegas є інтеграція з форматом 24p DV. Він також є одним з небагатьох в системах нелінійного монтажу, який може конвертувати інші формати в 24p (або якийсь один формат в інший формат) без будь-якої потреби в додаткових плагінах або сторонніх виробниках, і є єдиним серед NLE, що дозволяє одночасно відкривати кілька примірників програми для роботи. Так кліпи та послідовності можуть бути скопійовані і вставлені між екземплярами Vegas. Одним із таких прикладів може бути рендеринг послідовності у фоновому режимі, поки користувач продовжує редагувати в іншому екземплярі Vegas на передньому плані. Vegas забезпечує складний композитинг, включаючи хромакей (зелений екран), маскування і ключовий кадр анімації. Верстка дозволяє перед проектом, який буде включений в інший проект, модуляризацію процесу редагування, тож масив доріжок і редагування стає єдиним треком для подальшого редагування. Будь-які зміни попереднього проекту знайдуть відбиття в пізнішому проекті. Верстка особливо корисна у великих чи складних, або проектах зі спеціальними ефектами, бо при цьому, у фінальному рендерингу не втрачаються попередні напрацювання.
На відміну від інших редакторів, MAGIX Vegas Pro підтримує технологію створення сценаріїв, яка забезпечує автоматизацію завдань, спрощення робочого процесу, а також підвищення ефективності та продуктивності. Безкоштовні та платні заздалегідь написані сценарії доступні у товаристві VEGAS в Інтернеті.

## Історія версій

### Vegas Pro 8.0
Колекція Pro Vegas вийшла 10 вересня 2007 року і поєднувала в собі пакет програм з: Vegas Pro 8.0, DVD Architect Pro 4.5 і Dolby Digital AC-3, яке являло собою програмне забезпечення для кодування та інтегроване середовище для всіх фаз професійної обробки відео, аудіо, DVD й роботі в сфері телерадіомовлення. Завдяки цим інструментам користувач міг редагувати і обробляти такі формати як DV, AVCHD, HDV, SD / HD-SDI, а також всі формати XDCAM в режимі реального часу. Крім цього, надавалась можливість використання об'ємного звуку, його тонкої настройки точності, і використання двошарових DVD.
- Vegas був другим відеоредактором нелінійного монтажу, що дозволяв користувачам одночасно використовувати різні формати на часовій шкалі (таймлайні) і просто редагувати їх. Інші відеоредактори нелінійного монтажу вимагали від користувача, попередньо зробити їх  "відповідними" одному, певному формату. Vegas Video 1.0 надавав таку можливість ще у 2000 році. Відеоредактор Final Cut Pro отримав подібну функцію в 2007 році з виходом FCP 6.
- У 2003 році, з появою оновлення 4.0b, користувачі Vegas отримали підтримку редагування HD і 24p безкоштовно.
- Vegas був першим з нелінійних відеоредакторів, що мав "серйозні" аудіоінструменти, такі як інтегрований 5.1-канальний об'ємний мікшер, та підтримку 24-біт / 192 кГц звуку і використання ASIO драйвера.

Vegas почав своє життя як інструмент лише для роботи з аудіо і особливим акцентом на перемасштабуванні і передискретизації звуку, що робить його, можливо, лідером у своїй категорії, з істотно більш складним аудіоінструментарієм, ніж будь-який інший NLE.
Відеоредактор Vegas також виступав одним з перших в системах нелінійного монтажу, які дозволяли підтримку формату HDV, як у вигляді рідних TS файлів, так і через інструменти повного транскодування (перетворення без втрат) у форматі CineForm Connect HD.
| Дата          | Версія | Назва         | Додані можливості |
| ------------- | ------ | ------------- | --- |
| Вересень 2007 | 8.0    | Vegas Pro 8.0 | Технологія ProType Titling Можливість одночасного редагування на кількох екранах 32-бітна обробка відео з плаваючою точкою Покращена підтримка HDV/SDI/XDCAM Можливість переміщення консольних вікон програми |
| Вересень 2006 | 7.0    | Vegas Pro 7   | Підтримка AVCHD |

### Vegas Pro 9.0
11 травня 2009 року Sony Creative Software випустила Sony Vegas Pro 9.0 з більшою підтримкою цифрового кіно, зокрема:
- Підтримка роздільної здатності 4K

- Вбудована підтримка професійних форматів відеокамер, таких як Red і XDCAM EX

Останній реліз Sony Vegas Pro 9.0, а саме Vegas Pro 9.0e (випущений 13 травня 2010 року)  включав в себе такі функції, як новий баланс білого відео FX.
У 2009 році Sony Creative Software придбала у Velvetmatter Radiance пакет Video FX плаґінів, але вони не будуть включені в Vegas 9. В результаті, вони більше не доступні як окремий продукт від Velvetmatter.

### Vegas Pro 10
Sony Vegas 10, випущений 11 жовтня 2010, вводить багато нових функцій, таких як:
- Стереоскопічне 3D-редагування
- Comprehensive Closed Captioning
- GPU-прискорення AVC кодування для обмежених форматів (за допомогою NVIDIA CUDA). З випуском Vegas 10d, підтримка була розширена для деяких графічних процесорів AMD (через OpenCL GPGPU API).
- Стабілізація зображення
- Підтримка Audio FX
- Управління доріжками
- Підтримка OpenFX-плаґінів

і ще кілька оновлень і змін користувацького інтерфейсу.

### Vegas Pro 11
Sony оголосила вихід Vegas Pro 11 на 9 вересня 2011 року, але фактично він з’явився 17 жовтня 2011 року. Оновлені функції програми торкнулися: GPGPU прискорення декодування відео, ефектів, відтворення, композитингу, кадрування, переходів і руху. Інші вдосконалення мали включати розширені текстові інструменти, розширення стереоскопічних/ 3D функцій, RAW підтримка фотографій, а також нові механізми синхронізації подій. Крім того, Vegas Pro 11 поставляється з попередньо завантаженими "NewBlue" Titler Pro,  як 2D і 3D текстові плаґіни.
На відміну від попередніх версій Vegas Pro, версія 11 не підтримує Windows XP (з 64-розрядної версії - Для сумісної установки перемикача).

### Vegas Pro 12
9 листопада 2012 року Sony випустила Vegas Pro версії 12. Оновлені функції включають посилену 4K підтримку, більше візуальних ефектів і більш високу продуктивність кодування. Вихід Vegas Pro 12 присвячений 64-розрядним версіям Windows.

### Vegas Pro 13
10 квітня 2014 року Sony випустила Vegas Pro 13. Компанія привносить нові інструменти для спільної роботи і спрощені робочі процеси для професійних виробників контенту, які стикаються з широким спектром мультимедійних виробничих завдань.
Залежно від мети відеоредактор пропонується в трьох нових конфігураціях:
- Vegas Pro 13 Edit: Відео та аудіо продукція
- Vegas Pro 13: Створення диска відео, аудіо, Blu-Ray
- Vegas Pro 13 Suite: Редагування, авторінг диска, і візуальні ефекти.

### Vegas Pro 14
20 вересня 2016 року компанія MAGIX випустила Vegas Pro 14-ї версії. Відеоредактор має передовий 4K апскейлінг, а також різні виправлення помилок. Підвищено межу швидкості відео, присутня підтримка RED камери та інші різні функції.

## Відгуки
Великі виробники телерадіомовлення використовували програмне забезпечення Vegas Pro при створенні свого продукту. Серед них можна назвати новинну програму Nightline, від американської телекомпанії ABC News. "Швидкість, з якою ми нарізуємо відео з ефектами, вражає," ̶  зазначає технічний директор ABC Річард Еренберг. "Ми з нетерпінням очікуємо можливості використовувати Vegas у відкритті нашого шоу, а також застосовувати ефекти в процесі монтажу". Неприховану зацікавленість до продукції компанії Sony, і власне програми Vegas Pro, проявляв головний директор Nightline Джордж Мерфі, через що навіть виникали питання про наявність конфлікту фінансових інтересів.
У 2005 році кілька переможців міжнародного кінофестивалю фільмів, що проводиться щороку в місті Лонг-Біч, штату Каліфорнія, заявили про використання відеоредактора Vegas Pro, завдяки якому суттєво скоротили процес виробництва кінопродукції.

## Інша продукція
Окрім основної версії відередактора, існує версія Sony Vegas Movie Studio (раніше відома як VideoFactory і Screenblast), що має такий самий інтерфейс і початковий код як і професійна версія Vegas, проте не включає в себе низку професійних функцій, таких як вдосконалені інструменти композитинга або просунутий DVD / Blu-Ray Disc авторинг. У попередніх версіях відеоредактора, частину професійного набору можна було придбати окремо від DVD Sony чи Blu-ray Disc authoring software. Так само окремо виходила і програма DVD Architect Pro (яка раніше мала назву DVD Architect або DVD Architect Studio – як споживча версія), що входила в пакет "Vegas + DVD ", тоді як у Vegas 7 цього не було. Випуск Vegas Pro 8.0 включав в себе пакет з: DVD Architect Studio Pro 4.5, Vegas Pro 8.0, а також наборів Boris FX LTD і Magic Bullet Movie HD – що входили в комплект і не могли бути придбані окремо.

## Корисна інформація

### Книги
- Douglas Spotted Eagle (2008). Vegas Pro 8 Editing Workshop. Focal Press. ISBN 978-0-240-81046-1

### Новини
- "Sony Launches New version of its VEGAS+DVD Production Suite Software" [Архівовано 5 листопада 2016 у Wayback Machine.]. International Data Group (IDG). 19 April 2005.

### Огляди
- Pitt, Ben (21 June 2010). "Sony Vegas Movie Studio HD Platinum 10 review" [Архівовано 5 листопада 2016 у Wayback Machine.]. PC Pro[en]

- Stafford, Alan (2 December 2010). "Sony Vegas Pro 10: Advanced Video Editor Adds 3D" [Архівовано 6 листопада 2016 у Wayback Machine.].PC World[en]

- Pitt, Ben (10 December 2011). "Sony Vegas Pro 11 review" [Архівовано 5 листопада 2016 у Wayback Machine.]. PC Pro. Dennis Publishing.

- Harris, Corey (18 October 2011). "Sony Vegas Pro 11 released: New Features, Basics, Comparison, and Review". AquuL.